# Mistrzostwa Uzbekistanu w Lekkoatletyce 2011
Mistrzostwa Uzbekistanu w Lekkoatletyce 2011 – zawody lekkoatletyczne, które odbyły się w Taszkencie między 30 września i 2 października.

## Wybrane rezultaty
| Konkurencja:   | 1. miejsce        | Rezultat |
| Skok w dal     | Leonid Andreyev   | 7,50     |
| Trójskok       | Ruslan Qurbonov   | 16,11    |
| Pchnięcie kulą | Grigoriy Kamulya  | 17,87    |
| Rzut dyskiem   | Sergey Dementyev  | 51,00    |
| Rzut młotem    | Suhrob Xo'jayev   | 66,27    |
| Rzut oszczepem | Bobur Shokirjonov | 77,37    |

| Konkurencja:               | 1. miejsce             | Rezultat  |
| Bieg na 100 m              | Go'zal Xubbiyeva       | 11,36     |
| Bieg na 400 m              | Zamira Amirova         | 54,54     |
| Bieg na 800 m              | Zamira Amirova         | 2:06,22   |
| Bieg na 1500 m             | Yekaterina Tunguskova  | 4:27,92   |
| Bieg na 3000 m             | Yekaterina Tunguskova  | 9:44,34   |
| Bieg na 400 m przez płotki | Natalya Asanova        | 57,42     |
| Skok w dal                 | Yuliya Tarasova        | 6,72      |
| Trójskok                   | Anastasiya Juravlyova  | 14,05     |
| Pchnięcie kulą             | Sofiya Burxonova       | 16,36     |
| Rzut oszczepem             | Anastasiya Svechnikova | 60,06 NR  |
| Siedmiobój                 | Yekaterina Voronina    | 5287 pkt. |